# Barbados op de Olympische Zomerspelen 1984
Barbados nam deel aan de Olympische Zomerspelen 1984 in Los Angeles, Verenigde Staten. Net als tijdens de drie eerdere deelnames werd geen medaille gewonnen.

## Deelnemers en resultaten

### Atletiek
| Olympiër                                              | Discipline      | Resultaat | Prestatie                                                                        |
| ----------------------------------------------------- | --------------- | --------- | -------------------------------------------------------------------------------- |
| Anthony Jones                                         | 100m (m)        | 45e       | serie 6: 5e in 10,69                                                             |
| John Mayers                                           | 200m (m)        | 27e       | serie 10: 3e in 21,70 kwartfinale 2: 7e in 21,46                                 |
| Elvis Forde                                           | 400m (m)        | 10e       | serie 7: 2e in 45,47 kwartfinale 2: 3e in 45,60 halve finale 2: 6e in 45,32 (NR) |
| Richard Louis                                         | 400m (m)        | 35e       | serie 4: 4e in 46,70                                                             |
| David Peltier                                         | 400m (m)        | 27e       | serie 1: 2e in 46,57 kwartfinale 1: 8e in 46,48                                  |
| Clyde Edwards Hamil Grimes Anthony Jones John Mayers  | 4x100m (m)      | 11e       | serie 3: 4e in 40,47 halve finale 2: 7e in 40,18                                 |
| Clyde Edwards Elvis Forde Richard Louis David Peltier | 4x400m (m)      | 11e       | serie 3: 1e in 3.03,31 halve finale 2: 4e in 3.03,89 finale: 6e in 3.01,60 (NR)  |
|                                                       |                 |           |                                                                                  |
| Carlon Blackman                                       | 400m (v)        | 22e       | serie 4: 6e in 54,26                                                             |
| Cheryl Blackman                                       | 400m horden (v) | 24e       | serie 4: 6e in 1.01,19                                                           |

### Boksen
| Olympiër       | Discipline | Resultaat | Prestatie                                                |
| -------------- | ---------- | --------- | -------------------------------------------------------- |
| Ed Pollard     | -57kg (m)  | 17e       | 1e ronde: vrij 2e ronde: V van TAN Hussen: 0-5           |
| Edward Neblett | -75kg (m)  | 17e       | 1e ronde: V van USA Hill: scheidsrechterlijke beslissing |

### Synchroonzwemmen
| Olympiër       | Discipline | Resultaat | Prestatie                            |
| -------------- | ---------- | --------- | ------------------------------------ |
| Chemene Sinson | solo       | 11e       | kwalificatie: 11e met 167,184 punten |

### Wielersport
| Olympiër     | Discipline  | Resultaat | Prestatie                                      |
| ------------ | ----------- | --------- | ---------------------------------------------- |
| Charles Pile | sprint (m)  | 25e       | 1e ronde serie 3: 2e 1e ronde herkansingen: 3e |
| Charles Pile | tijdrit (m) | 19e       | 1.10,56                                        |

### Zeilen
| Olympiër                   | Discipline | Resultaat | Prestatie                           |
| -------------------------- | ---------- | --------- | ----------------------------------- |
| Bruce Bayley Howard Palmer | star       | 19e       | 133 punten: (16-18-16-PMS-18-14-15) |

### Zwemmen
| Olympiër      | Discipline           | Resultaat | Prestatie              |
| ------------- | -------------------- | --------- | ---------------------- |
| Harry Wozniak | 200m vlinderslag (m) | 31e       | serie 3: 7e in 2.13,17 |
| Harry Wozniak | 200m wisselslag (m)  | 37e       | serie 5: 6e in 2.22,49 |
| Harry Wozniak | 400m wisselslag (m)  | 18e       | serie 3: 6e in 4.53,87 |

Algerije · Amerikaanse Maagdeneilanden · Andorra · Antigua en Barbuda · Argentinië · Australië · Bahama’s · Bahrein · Bangladesh · Barbados · België · Belize · Benin · Bermuda · Bhutan · Birma · Bolivia · Bondsrepubliek Duitsland · Botswana · Brazilië · Britse Maagdeneilanden · Canada · Centraal-Afrikaanse Republiek · Chili · China · Chinees Taipei · Colombia · Congo-Brazzaville · Costa Rica · Cyprus · Denemarken · Djibouti · Dominicaanse Republiek · Ecuador · Egypte · El Salvador · Equatoriaal-Guinea · Fiji · Filipijnen · Finland · Frankrijk · Gabon · Gambia · Ghana · Grenada · Griekenland · Groot-Brittannië · Guatemala · Guinee · Guyana · Haïti · Honduras · Hongkong · Ierland · IJsland · India · Indonesië · Irak · Israël · Italië · Ivoorkust · Jamaica · Japan · Joegoslavië · Jordanië · Kaaimaneilanden · Kameroen · Kenia · Koeweit · Lesotho · Libanon · Liberia · Liechtenstein · Luxemburg · Madagaskar · Malawi · Maleisië · Mali · Malta · Marokko · Mauritanië · Mauritius · Mexico · Monaco · Mozambique · Nederland · Nederlandse Antillen · Nepal · Nicaragua · Nieuw-Zeeland · Niger · Nigeria · Noord-Jemen · Noorwegen · Oeganda · Oman · Oostenrijk · Pakistan · Panama · Papoea-Nieuw-Guinea · Paraguay · Peru · Portugal · Puerto Rico · Qatar · Roemenië · Rwanda · Salomonseilanden · Samoa · San Marino · Saoedi-Arabië · Senegal · Seychellen · Sierra Leone · Singapore · Soedan · Somalië · Spanje · Sri Lanka · Suriname · Swaziland · Syrië · Tanzania · Thailand · Togo · Tonga · Trinidad en Tobago · Tsjaad · Tunesië · Turkije · Uruguay · Venezuela · Verenigde Arabische Emiraten · Verenigde Staten · Zaïre · Zambia · Zimbabwe · Zuid-Korea · Zweden · Zwitserland